# Nazionale maschile under 21 di calcio della Svizzera
La Nazionale di calcio svizzera Under-21 è la rappresentativa calcistica Under-21 della Svizzera ed è posta sotto l'egida della ASF-SFV. La squadra partecipa al campionato europeo di categoria che si tiene ogni due anni.
Rappresenta l'ultimo gradino verso la candidatura alla nazionale.

## Partecipazioni ai tornei internazionali

### Europeo U-21
- 1978: Non qualificata
- 1980: Non qualificata
- 1982: Non qualificata
- 1984: Non qualificata
- 1986: Non qualificata
- 1988: Non qualificata
- 1990: Non qualificata
- 1992: Non qualificata
- 1994: Non qualificata
- 1996: Non qualificata
- 1998: Non qualificata
- 2000: Non qualificata
- 2002: Semifinale
- 2004: Primo turno
- 2006: Non qualificata
- 2007: Non qualificata
- 2009: Non qualificata
- 2011: Finalista
- 2013: Non qualificata
- 2015: Non qualificata
- 2017: Non qualificata
- 2019: Non qualificata
- 2021: Primo turno
- 2023: Quarti di finale

## Rosa attuale
Lista dei 23 giocatori convocati per la fase finale a gironi del Campionato europeo di calcio Under-21 2023.
Presenze e reti aggiornate al 15 giugno 2023.
|  | P | Nicholas Ammeter  | 11 dicembre 2000 (22 anni)  | 0  | 0 | Wil        |  |  |
|  | P | Marvin Keller     | 3 luglio 2002 (20 anni)     | 2  | 0 | Young Boys |  |  |
|  | P | Amir Saipi        | 8 luglio 2000 (22 anni)     | 10 | 0 | Lugano     |  |  |
|  |   |                   |                             |    |   |            |  |  |
|  | D | Aurèle Amenda     | 31 luglio 2003 (19 anni)    | 1  | 0 | Young Boys |  |  |
|  | D | Lewin Blum        | 27 luglio 2001 (21 anni)    | 7  | 0 | Young Boys |  |  |
|  | D | Marco Burch       | 19 ottobre 2000 (22 anni)   | 11 | 1 | Lucerna    |  |  |
|  | D | Jan Kronig        | 24 giugno 2000 (22 anni)    | 12 | 1 | Aarau      |  |  |
|  | D | Serge Müller      | 18 settembre 2000 (22 anni) | 5  | 0 | Sciaffusa  |  |  |
|  | D | Bećir Omeragić    | 20 gennaio 2002 (21 anni)   | 6  | 0 | Zurigo     |  |  |
|  | D | Leonidas Stergiou | 3 marzo 2002 (21 anni)      | 14 | 1 | San Gallo  |  |  |
|  | D | Nicolas Vouilloz  | 11 maggio 2001 (22 anni)    | 7  | 0 | Servette   |  |  |
|  |   |                   |                             |    |   |            |  |  |
|  | C | Gabriel Barès     | 29 agosto 2000 (22 anni)    | 12 | 2 | Thun       |  |  |
|  | C | Matteo Di Giusto  | 18 agosto 2000 (22 anni)    | 7  | 0 | Winterthur |  |  |
|  | C | Kastriot Imeri    | 27 giugno 2001 (21 anni)    | 20 | 7 | Young Boys |  |  |
|  | C | Ardon Jashari     | 30 luglio 2002 (20 anni)    | 3  | 0 | Lucerna    |  |  |
|  | C | Bledian Krasniqi  | 17 giugno 2001 (22 anni)    | 5  | 0 | Zurigo     |  |  |
|  | C | Darian Males      | 3 maggio 2001 (22 anni)     | 13 | 0 | Basilea    |  |  |
|  | C | Simon Sohm        | 10 marzo 2001 (22 anni)     | 18 | 0 | Parma      |  |  |
|  |   |                   |                             |    |   |            |  |  |
|  | A | Zeki Amdouni      | 4 dicembre 2000 (22 anni)   | 11 | 7 | Basilea    |  |  |
|  | A | Dan Ndoye         | 8 gennaio 2001 (22 anni)    | 22 | 8 | Basilea    |  |  |
|  | A | Fabian Rieder     | 10 maggio 2001 (22 anni)    | 11 | 2 | Young Boys |  |  |
|  | A | Filip Stojilković | 27 febbraio 2001 (22 anni)  | 22 | 2 | Darmstadt  |  |  |
|  | A | Julian von Moos   | 3 agosto 2003 (19 anni)     | 4  | 1 | San Gallo  |  |  |

### Rose passate
Campionato d'Europa Under-21 UEFA 20021 Beney, 2 Meyer, 3 Magnin, 4 Grichting, 5 Keller, 6 Friedli, 7 Melunović, 8 Zanni, 9 Gygax, 10 Cabanas, 11 Frei, 12 Bally, 13 Eggimann, 14 Denicolà, 15 Rochat, 16 Oppliger, 17 Previtali, 18 Raimondi, 19 Berisha, 20 Bieli, 21 Muff, 22 Bolli, CT: Challandes
Campionato d'Europa Under-21 UEFA 20041 Wölfli, 2 Degen, 3 Jaggy, 4 Senderos, 5 Eggimann, 6 Rochat, 7 Lichtsteiner, 8 Barnetta, 9 Shala, 10 Chiumiento, 11 Vonlanthen, 12 Benaglio, 13 Cerrone, 14 Nef, 15 Montandon, 16 Callà, 17 Bah, 18 Kulaksızoğlu, 19 Baumann, 20 Zambrella, 21 Degen, 22 Portmann, CT: Challandes
Campionato d'Europa Under-21 UEFA 20111 Sommer, 2 Koch, 3 Daprelà, 4 Kasami, 5 Rossini, 6 Lustenberger, 7 Emeghara, 8 Costanzo, 9 Frei, 10 Shaqiri, 11 Mehmedi, 12 Fickentscher, 13 Ben Khalifa, 14 Xhaka, 15 Klose, 16 Affolter, 17 Feltscher, 18 Abrashi, 19 Gavranović, 20 Pavlović, 21 Siegrist, 22 Hochstrasser, 23 Berardi, CT: Tami
Campionato d'Europa Under-21 UEFA 20211 Köhn, 2 van der Werff, 3 Sidler, 4 Bamert, 5 Zesiger, 6 Domgjoni, 7 Rüegg, 8 Toma, 9 Guillemenot, 10 Pusic, 11 Zeqiri, 12 Fayulu, 13 Rieder, 14 Ndoye, 15 Stergiou, 16 Sohm, 17 Imeri, 18 Stojilković, 19 Mambimbi, 20 Muheim, 21 Racioppi, 22 Jankewitz, 23 Lotomba, CT: Lustrinelli
Campionato d'Europa Under-21 UEFA 20231 Saipi, 2 Blum, 3 Vouilloz, 4 Stergiou, 5 Burch, 6 Sohm, 7 Ndoye, 8 Jashari, 9 Stojilković, 10 Imeri, 11 von Moos, 12 Ammeter, 13 Amenda, 14 Di Giusto, 15 Barès, 16 Müller, 17 Kronig, 18 Krasniqi, 19 Males, 20 Omeragić, 21 Keller, 22 Rieder, 23 Amdouni, CT: Rahmen

## Statistiche
|              | Nr. Partite | Vittorie | Nulle | Sconfitte | Reti Fatte | Reti Subite |
| Ospitate     | 65          | 27       | 16    | 22        | 97         | 88          |
| Campo neutro | 0           | 0        | 0     | 0         | 0          | 0           |
| Ospite       | 85          | 30       | 20    | 35        | 134        | 129         |
| Totale       | 150         | 57       | 36    | 57        | 231        | 217         |

Dati riguardanti tutte le partite della Svizzera Under-21, aggiornate al 1º giugno 2008 dopo la partita Svizzera-Olanda. Tratto da: Sito ufficiale